# Seznam rimskokatoliških nadškofov Zagreba
Seznam rimskokatoliških škofov in nadškofov Nadškofije Zagreb. Kot prvi nadškof je leta 1852 postal Juraj Haulik. Od tedaj se vsi nadaljnji ordinariji nadškofje.

## Seznam
1. Duh (okoli 1094)
2. Bartolomej (okoli 1095)
3. Singidin (okoli 1102)
4. Manases (okoli 1111)
5. Francika (okoli 1114–1131)
6. Macilin (okoli 1134)
7. Verblen (okoli 1142)
8. Gotšald (okoli 1156)
9. Bernald (okoli 1163)
10. Prodan (pred 1175)
11. Ugrin (okoli 1175)
12. Dominik (okoli 1193–1201)
13. Gothard (okoli 1205–1214)
14. Stjepan I. (okoli 1215–1224)
15. Stjepan II. Babonić (okoli 1225–1247)
16. Filip (1247–1262)
17. Farkazij (1263)
18. Timotej (1263–1287)
19. Antun (1287)
20. Ivan I. (1288–1295)
21. Mihalj (1295–1303)
22. Augustin Kažotić (1303–1322), blaženi od 1702
23. Jakob I. iz Korva (1322–1326)
24. Ladislav Kobolski (1326–1343)
25. Jakob II. iz Piacenze (1343–1348)
26. Dionizije iz Laska (1349–1350)
27. Nikola I. (1350–1356)
28. Stjepan III. (okoli 1356–okoli 1374)
29. Demetrije I. (1376–1378)
30. Pavao Horvat (1379–1386)
31. Ivan II. Smilo (1386–1394)
32. Ivan III. Šipuški (1394–1397)
33. Eberhard Alben (1397–1406)
34. Andrija Scolari (1406–1410)
Eberhard Alben (2.) (1410–1419)
35. Ivan IV. Alben (1421–1433)
36. Ivan (V.) (okoli 1437)
37. Abel Kristoforov Korčulanin (1438)
38. Benedikt I. iz Zolla (1440–1453)
39. Toma iz Brenthe (1454–1464)
40. Demetrije II. Čupor Moslavački (1465)
41. Osvald Thuz (1466–1499)
42. Luka Baratin (1500–1510)
43. Toma II. Bakač Erdödy (1511)
44. Ivan VI. Bakač Erdödy (1511–1518)
45. Šimun I. Erdödy (1518–1543)
46. Nikola II. Olah (1543–1548)
47. Volfgang Gyulay (1548–1550)
48. Pavao II. Gregorijanec (1550–1557)
49. Matija Bruman (1558–1563)
50. Juraj I. Drašković (1563–1578)
51. Ivan VII. Krančić od Moslavine (1578–1584)
52. Petar I. Herešinečki (1585–1587)
53. Gašpar Stankovački (1588–1596)
54. Nikola III. Stepanić Selnički (1598–1602)
55. Šimun II. Bratulić (1603–1611)
56. Petar II. Domitrović (1611–1628)
57. Franjo I. Hasanović Ergeljski (1628–1637)
58. Benedikt II. Vinković (1637–1642)
59. Martin I. Bogdan (1643–1647)
60. Petar III. Petretić (1648–1667)
61. Martin II. Borković (1667–1687)
62. Aleksandar I. Ignacije Mikulić od Brokunovaca (1688–1694)
63. Stjepan IV. Želišćević od Gacke (1694–1703)
64. Martin III. Brajković (1703–1708)
65. Emerik Eszterházy od Galanthe (1708–1722)
66. Juraj II. Branjug (1723–1747)
67. Franjo II. Klobušicki (1748–1751)
68. Franjo Thauzy (1751–1769)
69. Ivan Krstitelj Paxy (1770–1771)
70. Josip Galjuf (1772–1786)
71. Maksimilijan Vrhovac (1787–1827)
72. Aleksandar II. Alagović (1829–1837)
73. Juraj Haulik (2. oktober 1837 – 11. maj 1869), nadškof od 1852, kardinal od 1856
74. Josip Mihalović (27. junij 1870 – 19. februar 1891), kardinal od 1877
75. Juraj Posilović (18. maj 1894 – 26. april 1914)
76. Antun Bauer (26. april 1914 – 9. december 1937)
77. Alojzije Stepinac (7. december 1937 – 10. februar 1960), kardinal od 1953
78. Franjo Šeper (5. marec 1960 – 20. avgust 1969), kardinal od 1965
79. Franjo Kuharić (16. junij 1970 – 5. julij 1997), kardinal od 1983
80. Josip Bozanić (5. julij 1997 – 15. april 2023), kardinal od 2003
81. Dražen Kutleša (15. april 2023 – danes)